# Eleonora (racconto)
(Eleonora, 1841)
Eleonora è un racconto breve scritto da Edgar Allan Poe nel 1841 che fa parte di una trilogia assieme ai racconti Ligeia e Morella.

## Trama
Il racconto narra di un ragazzo che si innamora perdutamente di sua cugina, descritta con elementi richiamanti la montagna.
Un giorno Eleonora, sua cugina, corre dal suo amato avvisandolo che morirà a breve; il protagonista le promette, quindi, che non sposerà nessun'altra.
Eleonora muore e lui decide di andarsene dalla montagna per dimenticarla. Si trasferisce in una piccola città isolata e trova un'altra ragazza che decide di sposare andando contro il giuramento fatto a Eleonora. Il protagonista rimane perennemente ossessionato dalla promessa fatta alla defunta parente e quasi decide di lasciare la nuova moglie.
Una notte, però, ella gli appare in sonno dall'aldilà e lo rassicura dicendogli che lei ora è in paradiso e lui può vivere tranquillo il resto della sua vita.